# Richelais (région naturelle)
Le Richelais est une région naturelle de France située au sud du département d'Indre-et-Loire et dans la région Centre-Val de Loire.

## Toponymie
Ce pays traditionnel tient son nom du village de Richelieu.

## Situation
Le Richelais est située au sud du département d'Indre-et-Loire, à l'est de la ville de Richelieu. La Vienne marque la limite avec le Plateau de Sainte-Maure. Il est entouré par les régions naturelles suivantes. :
- Au nord par le Val de Loire tourangeau.
- A l’est par le Plateau de Sainte-Maure.
- Au sud par le Châtelleraudais.
- A l’ouest par le Loudunais.